# Архиепархия Диамантины

Regional CNBB Leste 2.

Архиепархия Диамантины.

 Архиепархия Диамантины  (лат. Archidioecesis Adamantina) — архиепархия Римско-католической церкви с центром в городе Диамантина, Бразилия. В митрополию Диамантины входят епархии Алменары, Арасуаи, Гуаньяйнса, Теофилу-Отони. Кафедральным собором архиепархии Диамантины является церковь святого Антония Падуанского.

## История
6 июня 1854 года Римский папа Пий IX издал буллу Gravissimum sollicitudinis, которой учредил епархию Диамантины, выделив её из епархий Марианы, Олинды-и-Ресифи и архиепархии Сан-Салвадора-ди-Баия. Первоначально епархия Диамантины входила в митрополию Рио-де-Жанейро.
1 мая 1906 года епархия Диамантины вошла в митрополию Марианы.
28 июня 1917 года Римский папа Бенедикт XV издал буллу Quandocumque se praebuit, которой возвёл епархию Диамантины в ранг архиепархии.
В следующие годы епархия (архиепархия) Диамантины передала свою территорию в пользу возведения новых церковных структур:
- 10 декабря 1910 года — епархии Монтис-Кларуса;
- 25 августа 1913 года — епархии Арасуаи;
- 16 июля 1955 года — епархии Сети-Лагоаса;
- 1 февраля 1956 года — епархии Говернадор-Валадариса;
- 14 июня 1965 года — епархии Итабиры (сегодня — Итабира-Фабрисиану);
- 6 февраля 1982 года — епархии Синопа;
- 24 мая 1985 года — епархии Гуаньяйнса;
- 23 декабря 1997 года — епархии Жуины.

## Ординарии архиепархии
- епископ Marcos Cardoso de Paiva (15.02.1856 — 1860);
  - Sede vacante (1860—1863);
- епископ João Antônio dos Santos (28.12.1863 — 17.05.1905);
- архиепископ Joaquim Silvério de Souza (5.05.1905 — 30.08.1933);
- архиепископ Serafim Gomes Jardim da Silva (26.05.1934 — 28.10.1953);
- архиепископ Jose Newton de Almeida Baptista (5.01.1954 — 12.03.1960) — назначен епископом Бразилиа;
- архиепископ Geraldo de Proença Sigaud (20.12.1960 — 10.09.1980);
- архиепископ Geraldo Majela Reis (3.02.1981 — 14.05.1997);
- архиепископ Paulo Lopes de Faria (14.05.1997 — 30.05.2007);
- архиепископ João Bosco Oliver de Faria (30.05.2007 — 9.03.2016, в отставке);
- архиепископ Darci José Nicioli, C.SS.R. (9.03.2016 — по настоящее время).

## Источник
- Annuario Pontificio, Ватикан, Libreria Editrice Vaticana, Città del Vaticano, 2003, ISBN 88-209-7422-3
- Булла Quandocumque se praebuit Архивная копия от 3 марта 2013 на Wayback Machine, AAS 10 (1918), стр. 49-51  (лат.)